# Henri de Virel
Henri Alban André du Fresne de Virel, né le 6 décembre 1897 au château de Blanchecoudre (Breuil-Chaussée, Deux-Sèvres) et mort le 5 mars 1945 à Buchenwald, est un général, résistant et déporté français .

## Famille
Fils de André Anne Henri Léon du Fresne de Virel (1871-1908), ancien élève de l'ESM Saint-Cyr (promotion du Soudan 1891-1893) et châtelain du Grégo en Surzur, et de Marguerite Henriette Marie Thérèse Bagot de Blanchecoudre, il est issu d'une famille bretonne de noblesse d'extraction, la famille du Fresne, dont les membres furent seigneurs de Virel.
Il est marié à Solange de Rougé (1909-1981), châtelaine de Guyencourt-sur-Noye.

## Biographie
Engagé en 1914, il est blessé durant la guerre. Major à l'École militaire de Saint-Cyr de 1919 à 1921, il prend ensuite part à la guerre du Rif et se distingue à la tête de son peloton les 21 juin et 13 novembre 1923. Il devient officier instructeur à l'École militaire de Saint-Cyr et à l’École de cavalerie de Saumur, breveté de l’École de guerre et officier d’état-major à Compiègne.
Colonel et chef d'état-major d'une Division Légère de Cavalerie, il sert en Syrie. Il s'engage dans la résistance en 1940 et devient chef pour la 9e région de l'ORA, sous les ordres du général Frère, et est nommé général de brigade. Dénoncé à la Gestapo le 30 avril 1944, il est arrêté et torturé rue des Saussaies puis mis au secret et incarcéré à Fresnes. Prisonnier politique, il est déporté le 17 août 1944 à Buchenwald (Convoi n°79), puis envoyé aux travaux forcés au chantier de l'usine souterraine de Neu-Stassfurt. Déporté de grande foi, il est mort pour la France en déportation le 5 mars 1945 et repose au cimetière de Surzur.

## Décorations
- Officier de la Légion d'honneur[Quand ?]
- Croix de guerre 1914–1918
- Croix de guerre 1939–1945
- Croix de guerre des Théâtres d'opérations extérieurs, palme de bronze
- Médaille de la Résistance française, avec rosette à titre posthume (décret du 14 juin 1946)
- Officier du Ouissam alaouite

## Hommages
Sont baptisées de son nom : 
- Une rue de Surzur (Morbihan)
- Une rue de Guyencourt-sur-Noye (Somme)

Son nom est inscrit sur :
- La plaque commémorative de la mairie du 7e arrondissement de Paris
- Le monument aux morts de Breuil-Chaussée (Deux-Sèvres )
- Le livre d'or de Saint-Cyr.

### Sources et bibliographie
- Michel Reynaud, Livre-mémorial des déportés de France arrêtés par mesure de répression et dans certains cas par mesure de persécution, 1940-1945, Volume 4, 2004
- Édouard Michaut, Esclavage pour une résurrection, 1945
- Michel Chaumet, Jean-Marie Pouplain, La Résistance en Deux-Sèvres: 1940-1944, 1994
- Général de Virel, Surzur